# Mynes isabella
Mynes isabella är en fjärilsart som beskrevs av Hans Fruhstorfer 1907. Mynes isabella ingår i släktet Mynes och familjen praktfjärilar. Inga underarter finns listade i Catalogue of Life.